# Clearwater (Minnesota)
Clearwater – miasto w Stanach Zjednoczonych, w stanie Minnesota, w hrabstwie Sherburne.